# Leonardo da Besozzo
Leonardo da Besozzo (fl. XV secolo) è stato un pittore e miniatore italiano del XV secolo.

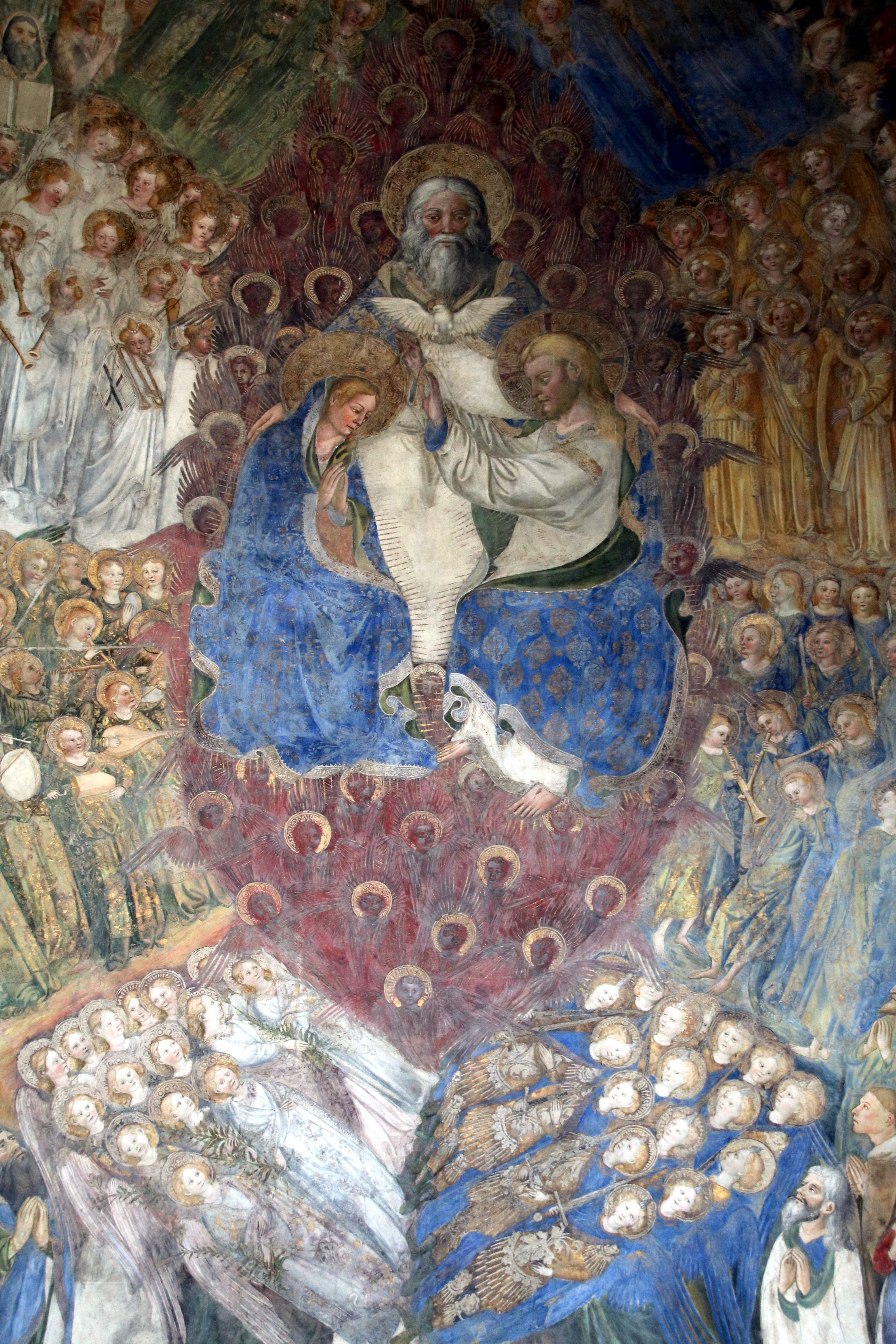
Incoronazione della Vergine, Cappella Caracciolo del Sole, chiesa di San Giovanni in Carbonara (Napoli)

Figlio di Michelino da Besozzo, anch'egli apprezzatissimo pittore, viene citato negli annali del Duomo di Milano per aver realizzato, insieme al padre, l'altare di Santa Giuditta.
Si trasferì poi a Napoli presumibilmente nel 1438, dove si fece riconoscere per il suo linguaggio tardo-gotico rintracciabile nel ciclo di affreschi che dipinse per la chiesa di San Giovanni a Carbonara. Inoltre nel transetto sinistro della chiesa di San Lorenzo Maggiore è conservato un suo dipinto su fondo oro, raffigurante Sant'Antonio.
A Casatenovo gli era attribuito il ciclo di affreschi nella chiesina di Santa Margherita (attribuzione ormai superata in favore di Cristoforo Moretti).
Leonardo da Besozzo fu autore di numerose miniature; fra i manoscritti da lui miniati ci sono una Cronaca ("Imagines pictae virorum illustrium") (conservato presso la Collezione Crespi di Milano)  che è una preziosa copia dei perduti affreschi di Masolino in palazzo Orsini a Roma, e Canon major di Avicenna (Biblioteca universitaria di Bologna).
Fu pure scrittore, con il libro Iconografia Universale.